# Rampura Phul
Rampura Phul é uma cidade  no distrito de Bathinda, no estado indiano de Punjab.

## Demografia
Segundo o censo de 2001, Rampura Phul tinha uma população de 42,820 habitantes. Os indivíduos do sexo masculino constituem 53% da população e os do sexo feminino 47%. Rampura Phul tem uma taxa de literacia de 66%, superior à média nacional de 59.5%: a literacia no sexo masculino é de 70% e no sexo feminino é de 61%. Em Rampura Phul, 12% da população está abaixo dos 6 anos de idade.